# TRANQUILITY
『TRANQULITY―やさしい星で―』（トランキュリティー やさしいほしで）は、森口博子の3枚目のスタジオ・アルバム。1991年11月21日にキングレコードから発売された。

## 解説
- 森口博子のヒットシングルである「ETERNAL WIND〜ほほえみは光る風の中〜」を担当した西脇唯・緒里原洋子が作詞・作曲したシングル「やさしい星で」を含む計10曲が収録されたアルバムである。

## 批評
| 専門評論家によるレビュー | 専門評論家によるレビュー |
| レビュー・スコア         | レビュー・スコア         |
| 出典                     | 評価                     |
| ------------------------ | ------------------------ |
| CDジャーナル             | 肯定的                   |

CDジャーナルは、「等身大の森口博子というか、同年代のレディース向けのラヴソング集。『What a handsome woman!』では『パソコンの画面にグッドモーニング』なんて歌詞も。勿論、歌はウマいです。」と肯定的に評価している。

## 収録曲
| #         | タイトル                   | 作詞         | 作曲                          | 編曲         | 時間  |
| --------- | -------------------------- | ------------ | ----------------------------- | ------------ | ----- |
| 1.        | 「オシャレしよう」         | 山添ヒロユキ | Joey Carbone, Jeff Carruthers | 藤原いくろう | 4:51  |
| 2.        | 「FUN FUN FUN」            | 西脇唯       | 西脇唯・緒里原洋子            | 大谷和夫     | 3:51  |
| 3.        | 「水色のくちぶえ」         | 小林まさみ   | 辛島美登里                    | 大谷和夫     | 5:20  |
| 4.        | 「Tomorrow Girl」          | 西脇唯       | 西脇唯・緒里原洋子            | 大谷和夫     | 4:35  |
| 5.        | 「ガラスのオルゴール」     | 小林まさみ   | 中崎英也                      | 根岸貴幸     | 5:27  |
| 6.        | 「Seven Daffodils」        | 亜伊林       | 中崎英也                      | 中崎英也     | 5:30  |
| 7.        | 「嵐のあとのソリティア」   | 戸沢暢美     | 上田知華                      | 根岸貴幸     | 4:22  |
| 8.        | 「やさしい星で」           | 西脇唯       | 西脇唯・緒里原洋子            | 藤原いくろう | 3:55  |
| 9.        | 「What a handsome woman!」 | 亜伊林       | 辛島美登里                    | 大谷和夫     | 4:24  |
| 10.       | 「虹の日」                 | 戸沢暢美     | 上田知華                      | 根岸貴幸     | 5:35  |
| 合計時間: | 合計時間:                  | 合計時間:    | 合計時間:                     | 合計時間:    | 47:50 |

## 楽曲解説
1. オシャレしよう
2. FUN FUN FUN
3. 水色のくちぶえ
  - シングル「夢がMORI MORI」のカップリング曲。
4. Tomorrow Girl
5. ガラスのオルゴール
  - シングル「やさしい星で」のカップリング曲。
6. Seven Daffodils
7. 嵐のあとのソリティア
8. やさしい星で
  - アルバムと同日発売のシングル。
9. What a handsome woman!
10. 虹の日